# Zöld Párt (Szlovákia)

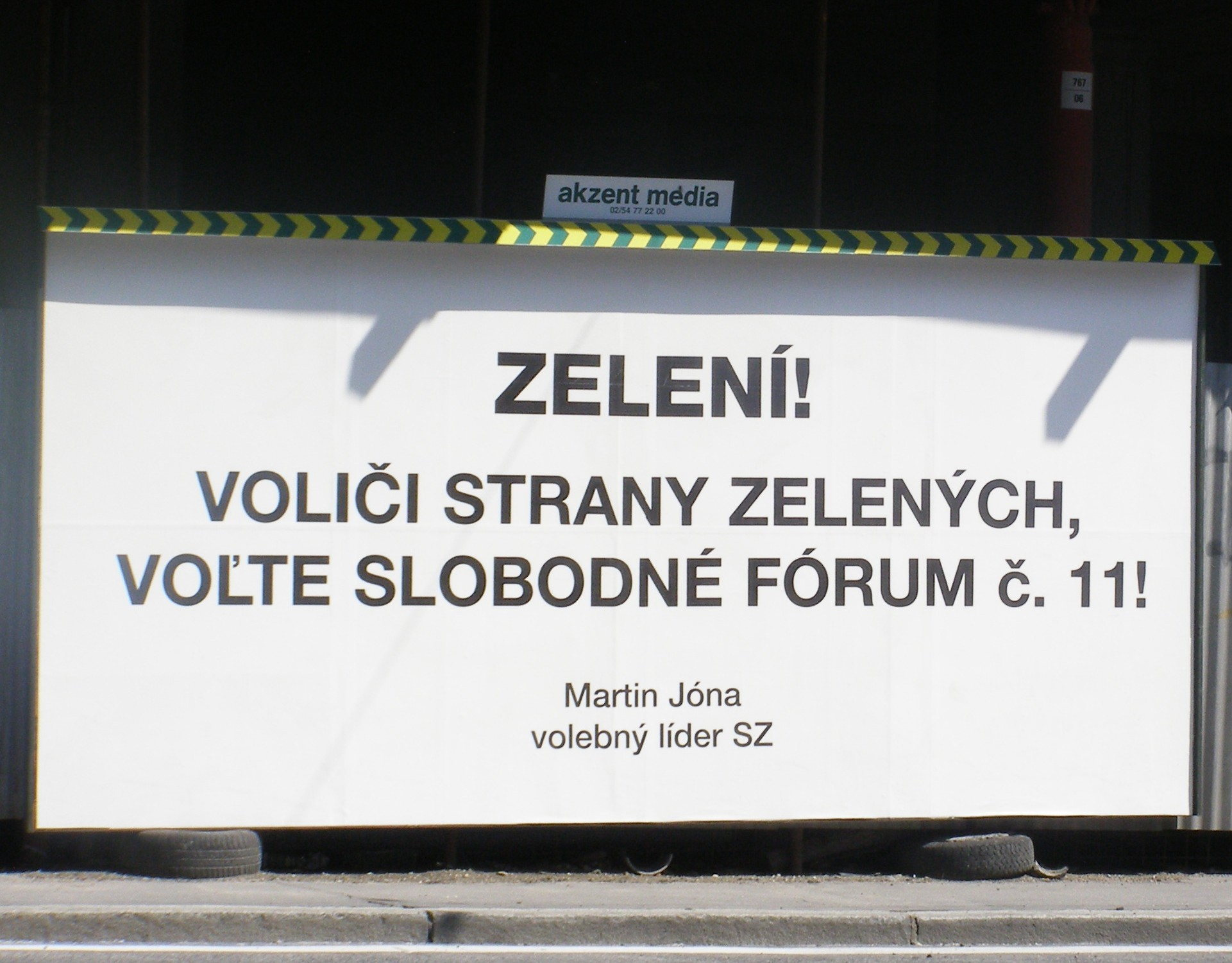
A párt reklámja 2006-ban

A Zöld Párt (szlovákul Strana zelených, SZ) egy Szlovákiában működő környezetvédő párt volt.

## Pártvezetés
A párt elnöki pozícióját Pavel Petrík tölti be 2001 óta.

## Története
A Zöld Pártot 1991. október 23-án jegyezték be a szlovák belügyminisztériumban, Zöld Párt Szlovákiában (szlovákul Strana zelených na Slovensku) néven. A párt a jelenlegi nevét 2006-ban vette fel.
A múltban a párt jelen volt a parlamentben is, utoljára az 1998-tól és 2002-ig tartó időszakban. Ezalatt a négy év alatt a szlovák demokratikus koalíció része volt. 2022. június 8-án a párt megszűnt.

## Választási eredmények
- 1990 - a szavazatok 3,48%-át és 6 mandátumot szerzett
- 1992 - 2,14%-ot szerzett, a parlamentbe nem került be
- 1994 - a választásokon a Közös választás koalíció részeként 10,41%-ot és 18 mandátumot szerzett
- 1998 - a Szlovák demokratikus koalícióval 26,33%-ot kapott és 42 mandátumot szerzett
- 2002 - 0,98%-kal nem jutott be a parlamentbe
- 2006 - választóikat a Szabad Fórumra való szavazásra buzdították, amely nem került be a parlamentbe